# Roel Coutinho
Roel Coutinho (Laren, 4 de abril de 1946) é um médico neerlandês, microbiologista e ex-diretor do Centro de Controlo das Doenças Infeciosas, como parte do Instituto Nacional da Saúde Pública e do Ambiente.

## Biografia
Após estudar medicina em Amesterdão, Coutinho trabalhou como médico tropical na Guiné-Bissau e no Senegal. Também trabalhou no Bangladexe para erradicar a varíola. Ao regressar aos Países Baixos especializou-se como microbiologista, e em 1977 tornou-se chefe do Departamento de Saúde Pública do Serviço de Saúde Comunitária em Amesterdão. Atuou no combate às doenças sexualmente transmissíveis, após o vírus da imunodeficiência humana e a síndrome da imunodeficiência adquirida terem sido descobertos. Em 1984 doutorou-se com uma tese sobre infeções sexualmente transmissíveis em homens homossexuais.
Em 1989 tornou-se professor de epidemiologia e prevenção de doenças infeciosas do Centro Médico Académico da Universidade de Amsterdão. Em 2000 foi nomeado diretor do GGD em Amesterdão. A 1 de fevereiro de 2005 juntou-se ao Instituto Nacional da Saúde Pública e do Ambiente como diretor de sector do Centro de Controlo das Doenças Infeciosas.
Roel Coutinho também foi responsável pela Equipa Dirigente de Surtos. A 1 de maio de 2011 foi nomeado professor de ciências da vida da Universidade de Utreque. A 15 de agosto de 2013 foi sucedido por Jaap van Dissel, como chefe do Departamento de Doenças Infeciosas do Centro Médico da Universidade de Leida.